# MTV Apresenta
MTV Apresenta foi um projeto da MTV Brasil que consistia na gravação de um show que seria lançado em DVD, mesma ideia do MTV ao Vivo, porém, com artistas e bandas do cenário underground. A ideia principal do projeto é divulgar artistas que estão chamando atenção em lugares alternativos. Hoje, artistas como Seu Jorge, Dead Fish, Wilson Simoninha e Dado Villa-Lobos, são conhecidos em todo o Brasil.

## Artistas participantes
| Ano  | Título                                             | Artista                              |
| ---- | -------------------------------------------------- | ------------------------------------ |
| 2004 | MTV Apresenta: Seu Jorge                           | Seu Jorge                            |
| 2004 | MTV Apresenta: Dead Fish                           | Dead Fish                            |
| 2005 | MTV Apresenta: Otto                                | Otto                                 |
| 2005 | MTV Apresenta: Simoninha canta Jorge Ben Jor       | Wilson Simoninha                     |
| 2005 | MTV Apresenta: Dado Villa-Lobos - Jardim de Cactus | Dado Villa-Lobos                     |
| 2005 | MTV Apresenta: Gram                                | Gram                                 |
| 2005 | MTV Apresenta: Cordel do Fogo Encantado            | Cordel do Fogo Encantado             |
| 2005 | MTV Apresenta: Relespública                        | Relespública                         |
| 2007 | MTV Apresenta: Matanza                             | Matanza                              |
| 2008 | MTV Apresenta: Sintonizando Recife                 | 3namassa, China, Maquinado e Mombojó |
| 2009 | MTV Apresenta: Casuarina                           | Casuarina                            |
| 2009 | MTV Apresenta: Scracho                             | Scracho                              |
| 2009 | MTV Apresenta: Autoramas Desplugado                | Autoramas                            |

## Curiosidades
- MTV Apresenta é o único projeto da emissora que não existe conhecimento de um piloto.
- O MTV Apresenta: Dado Villa-Lobos - Jardim de Cactus foi o primeiro a ser lançado no formato CD; antes, os shows eram lançados apenas em DVD; o MTV Apresenta: Gram foi lançado em DVD e DualDisc; já o MTV Apresenta: Matanza é o que possui mais formatos: CD, DVD e DualDisc.
- A série não possui formato fixo, como o Acústico MTV e o MTV ao Vivo; o MTV Apresenta: Sintonizando Recife e o MTV Apresenta: Autoramas Desplugado não são ao vivo. O primeiro foi gravado em estúdio e o segundo em formato acústico.
- O MTV Apresenta: Sintonizando Recife reuniu quatro bandas em um único projeto, todas da cena Manguebeat, que não eram tão conhecidas. Foi inspirado nos projetos Acústico MTV: Bandas Gaúchas e MTV ao Vivo: 5 Bandas de Rock, ambos realizados com a mesma produção.
- O CD MTV Apresenta: 5 Anos de Chaos leva o nome MTV Apresenta, porém não faz parte da série.